# دنی گلاور
دنی لبرن گلاور (به انگلیسی: Danny Lebren Glover) (زاده ۲۲ ژوئیه ۱۹۴۶) بازیگر، کارگردان و فعال سیاسی آمریکایی است. او اغلب با بازی در فیلم‌های رنگ ارغوانی، غارتگر ۲، شاهد، سری فیلم‌های اسلحه مرگبار و اره شناخته می‌شود. او یکی از حامیان جنبش‌های حمایت از حقوق بشر است.

## فیلم‌شناسی
برخی از فیلم‌های گلاور:

### سینما
- رنگ ارغوانی
- اسلحه مرگبار
- اسلحه مرگبار ۲
- غارتگر ۲
- گرند کنیون
- دلال بیمه (۱۹۹۷)
- اسلحه مرگبار ۳
- ماوریک
- اسلحه مرگبار ۴
- مورچه‌ای به نام زی
- مهربان باش،بپیچان
- اره
- رئیس مزرعه
- تک‌تیرانداز
- کوری
- اره ۵
- ۲۰۱۲
- آلفا و امگا
- خانواده اشرافی تننبام
- محاصره
- ماشین‌های هیولا
- سیلورادو
- ببخشید مزاحم شما شدم
- پیرمرد و تفنگ
- بازگشت در روز
- آندرون
- فرشتگان در زمین بیس‌بال
- قدیس قلعه واشینگتن
- رؤیاپرداز آمریکایی
- خشم در هارلم
- گم‌شده در آمریکا

### تلویزیون
- نام من ارل است
- هدف انسانی
- تماس